# Mark Izu
Mark George Izu (* 30. September 1954 in Solano County, Kalifornien; † 12. Januar 2025 in San Francisco) war ein US-amerikanischer Jazz-Musiker (Bass, Mundorgeln) und Filmkomponist.

## Leben und Wirken
Izu war japanischer Amerikaner in der dritten Generation und arbeitete seit den 1970er Jahren in der Musikszene des Asian American Jazz Movement in San Francisco. Ab den 1970er Jahren beschäftigte er sich mit dem Spiel der Shō und trat 1976 mit dem japanischen Musiker Suenobu Togi auf. Er graduierte an der San Francisco State University; während seines Studiums spielte er mit dem Saxophonisten Lewis Jordan im Blue Dolphin Club. Mit dem Trompeter George Sams und dem Schlagzeuger Anthony Brown bildeten sie die Formation United Front, die in den 1980er Jahren auch auf europäischen Jazzfestivals gastierte. Die Gruppe nahm zwischen 1979 und 1990 fünf Alben auf. Ab 1989 war Izu als künstlerischer Leiter des Asian-American Jazz Festival in San Francisco tätig. Mit Zakir Hussain produzierte er 1996 für das San Francisco Jazz Festival das Programm The New Silk Road.
Im Laufe seiner Karriere spielte er u. a. mit Cecil Taylor, George Lewis, James Newton und Karl Berger; außerdem arbeitete er mit eigenen Formationen wie dem J-Town Jazz Ensemble mit Anthony Brown und Jon Jang sowie dem Mark Izu Bass Quartet mit Lisle Ellis. 1991 erschien sein Debütalbum Circle of Fire (Asian Improv). Im Bereich des Jazz wirkte Izu zwischen 1979 und 2010 bei 32 Aufnahmesessions mit; dabei spielte er außer dem Bass auch Sheng, Shō, Mundorgel und Namwu, zuletzt mit Anthony Brown’s Asian American Orchestra (India & Africa: A Tribute to John Coltrane).
Als Komponist schrieb er u. a. die live aufgeführte Filmmusik zu dem Sessue-Hayakawa-Stummfilm The Dragon Painter (1919), ferner die Musik zu Filmen wie Wayne Wangs Dim Sum Take Out (1988) und zu Steven Okazakis Film Days of Waiting (1990). In Alan Parkers Melodram Komm und sieh das Paradies (1990) wirkte er als Darsteller mit.
Izu starb im Alter von 70 Jahren an den Folgen einer Darmkrebs-Erkrankung.

## Diskographische Hinweise
- United Front - Ohm: Unit of Resistance (RPM, 1981)
- Mark Izu / Lewis Jordan The Travels of a Zen Baptist (RPM 1988)
- Last Dance (2002)
- Mermaid Meat (2007)
- Threading Time (2007)
- Dragon Painter (2007)
- Legend of Morning Glory (2010)
- Navarasa: Duets for Shakuhachi & Contrabass (2010)

## Filmographie (Auswahl)
- 1989: Outside In Sight: The Music of the United Front (Regie: Greg Chapnick und Sharon Wood)
- 1994: Notes on a Scale (Regie: Kenn Kashima)
- 2006: Dave Tatsuno: Movies and Memories (Regie: Scott Gracheff)
- 2007: Ibéria (Regie: Eddy Falconer)
- 2008: Bolinao 52 (Regie: Huu Duc Nguyen)
- 2012: Mrs. Judo: Be Strong, Be Gentle, Be Beautiful (Regie: Yuriko Gamo Romer)